# 劉璲
劉璲（1459年—？），字士約，湖廣黃州府麻城縣人，民籍，明朝政治人物。

## 生平
成化十六年（1480年）庚子科湖廣鄉試第六十五名舉人，弘治三年（1490年）中式庚戌科會試第四名，三甲第五十二名進士。授豐城縣知縣。

## 家族
曾祖劉從憲；祖父劉訓，山西布政使司右參政；父劉仲輢，崇德縣知縣。母董氏。